# Đêm đầy sao trên sông Rhone
Đêm đầy sao trên sông Rhone (tiếng Anh: Starry Night Over Rhone, tháng 9 năm 1888 ) là một trong những bức tranh của họa sĩ Vincent van Gogh  tả cảnh Arles vào ban đêm. Nó được vẽ tại một địa điểm bên bờ của sông Rhone mà chỉ cách một hoặc hai phút đi bộ từ nhà vàng (Yellow House) ở Place Lamartine nơi mà Van Gogh thuê vào thời điểm đó. Bầu trời đêm và những hiệu ứng ánh sáng vào ban đêm đã cung cấp chủ đề cho một số bức tranh nổi tiếng của Van Gogh, bao gồm Quán Cafe về đêm (Cafe Terrace at Night , được vẽ trước đó cùng tháng) và một tác phẩm được vẽ sau đó ở Saint-Rémy, Đêm đầy sao (Starry night) .